# Andrea Dandolo
Andrea Dandolo (ur. 1306, zm. 7 września 1354) – doża Wenecji od 4 stycznia 1343 do 1354.